# Pliciloricus cavernicola
Espèce
Pliciloricus cavernicola est une espèce de loricifères de la famille des Pliciloricidae.

## Distribution
Cette espèce a été découverte dans des grottes marines de Nouvelle-Galles du Sud en Australie. 

## Publication originale
- Heiner, Boesgaard & Kristensen, 2009 : First time discovery of Loricifera from Australian waters and marine caves. Marine Biology Research, vol. 5, n. 6, p. 529-546 (texte intégral).